# Margo Rejo (Tempel)
Margo Rejo is een bestuurslaag in het regentschap Sleman van de provincie Jogjakarta, Indonesië. Margo Rejo telt 10.073 inwoners (volkstelling 2010).